# Unterpfaffenhofen
Unterpfaffenhofen ist ein Stadtteil der oberbayerischen Stadt Germering im Landkreis Fürstenfeldbruck.

## Lage
Das Pfarrdorf liegt circa zwei Kilometer von der Anschlussstelle München-Freiham-Mitte der A 99 entfernt.

## Geschichte
Unterpfaffenhofen lag im Frühmittelalter im Gau des urbayerischen Hochadelsgeschlechtes der Huosi, hieß später bis ins 19. Jahrhundert Pfaffenhofen am Parsberg, und wurde zur Unterscheidung zu dem Ort Hohenpfaffenhofen, das heute Oberpfaffenhofen heißt, umbenannt.
Am 1. Juli 1903 nahmen die Königlich Bayerischen Staatseisenbahnen die Bahnstrecke Pasing–Herrsching mit dem Bahnhof Unterpfaffenhofen-Germering in Betrieb. Der Bahnhof wird seit 1972 von der S-Bahn München bedient und heißt seit 1992 Germering-Unterpfaffenhofen.
Im Jahr 1958 wurde die Jesus-Christus-Kirche erbaut.
Am 1. Mai 1978 wurde die bis dahin selbstständige Gemeinde Unterpfaffenhofen mit Germering zu einer Gemeinde zusammengeschlossen.

## Baudenkmäler

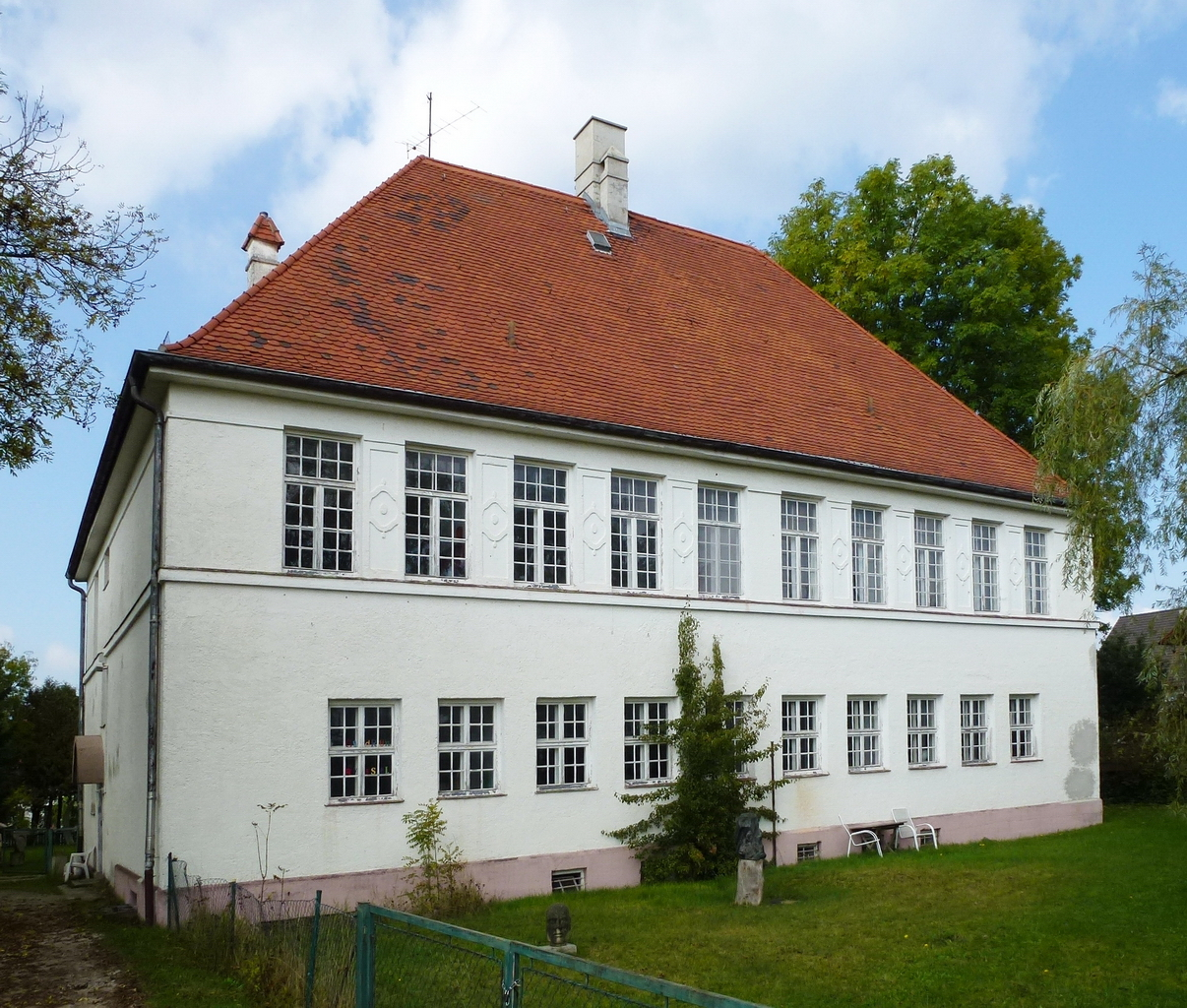
Ehemaliges Schulgebäude

- Alte katholische Pfarrkirche St. Jakob
- Schulhaus

## Bodendenkmäler
Siehe: Liste der Bodendenkmäler in Germering